# Guillermo Masangkay
Guillermo Masangkay (Manilla, 25 oktober 1867 – Cavite City, 30 mei 1963) was een Filipijns generaal ten tijde van de Filipijnse revolutie.

## Biografie
Guillermo Masangkay werd geboren in Tondo in de Filipijnse hoofdstad Manilla. Guillermo Masangkay volgde geen onderwijs en was schipper op de Pasig in de tijd dat de Katipunan werd opgericht. In juli 1892 was hij een van de eerste mensen die zich bij de ondergrondse revolutionaire beweging aansloten. Hij hielp mee met de organisatie van de beweging. Ook richtte hij de lokale afdeling in Cavite op en was een van de Katipunan-leden die op 24 augustus 1896 hun cedulas (identiteitsbewijs) doorscheurden en daarmee op symbolische wijze de Filipijnse Revolutie begonnen. 
Masangkay leidde een van de groepen die Manilla aanvielen in het begin van de Revolutie. Ook speelde hij een belangrijke rol in de Slag om de Zapote-brug in Las Piñas in het begin van de Filipijns-Amerikaanse Oorlog. Later raakte hij ernstig gewond, waarna hij naar het San Juan de Dios Hospital werd gebracht. Daar ontsnapte hij drie dagen later, gekleed als vrouw. Na de Revolutie leefde hij met zijn vrouw en twaalf kinderen een simpel leven tot zijn dood op 95-jarige leeftijd.

## Bron
- Carlos Quirino, Who's who in Philippine history, Tahanan Books, Manilla (1995)